# Люмле, Анри де
Анри де Люмле (фр. Henry de Lumley; род. 14 августа 1934, Марсель) — французский археолог, геолог, специалист по палеолиту. Директор Института человеческой палеонтологии в Париже и профессор в отставке при Музее естественной истории в Париже, член-корреспондент Академии наук (1999) и Академии надписей и изящной словесности (1999) при Французском институте, бывший директор Французского национального музея естественной истории.
Известен как исследователь ряда важных археологических памятников во Франции и в Испании — следов наиболее раннего присутствия гоминид в Европе, таких как Caune de l’Arago в коммуне Тотавель в Южной Франции, Терра-Амата в Ницце, Грот-дю-Лазаре близ Ниццы, и Бом-Бон (Baume Bonne) в коммуне Кенсон. В то же время подвергался критике за удревнение датировки обнаруженных им памятников.

## Награды
- Великий офицер ордена Почётного легиона (Франция, 2011; кавалер — 1984; офицер — 1995; командор — 2002)[8]
- Великий офицер ордена За заслуги (Франция, 2006; командор — 1992; офицер — 1973)
- Кавалер ордена искусств и литературы (Франция, 1996)
- Офицер ордена Святого Карла (Монако, 1993)
- Командор ордена Культурных заслуг (Монако, 2011)
- Офицер ордена Культурных заслуг (Монако, 1987)
- Командор ордена Восходящего солнца (Япония, 1999)[9]

## Публикации
- 1957 — « Les industrie à micro-lithes géomètriques » with Max Escalon de Fonton, in:Bull S.P.F.LIV n°3-4.
- 1969 — « Le Paléolithique inférieur et moyen du Midi méditerranéen dans son cadre géologique », Ve supplément à Gallia préhistoire.
- 1969 — « Une cabane acheuléenne dans la Grotte du Lazaret », Mémoires de la Société Préhistorique Française, volume 7.
- 1972 — « La grotte moustérienne de l’Hortus (Valflaunès, Hérault) », Université de Provence, Études Quaternaires, mémoire n°1.
- 1976 — « La Préhistoire française. [Les] Civilisations paléolithiques et mésolithiques de la France », Éditions du C.N.R.S.
- 1992 — « Le Mont Bégo », Imprimerie nationale.
- 1995 — « Le grandiose et le sacré », Edisud.
- 1998 — « L’Homme premier », Odile Jacob, rééd. 2009.
- 1999 — « Trésors méconnus du musée de l’homme. Dans le secret des objets et des mondes », Ed. Le cherche-midi, Paris.
- 2004 — « La Géorgie, berceau des Européens », éd. Musée de la Préhistoire des Gorges du Verdon.
- 2004 — « Le sol d’occupation acheuléen de l’unité archéostratigraphique UA 25 de la grotte du Lazaret, Nice, Alpes-Maritimes », Edisud.
- 2005 — « La Grotte du Lazaret, un campement de chasseurs il y a 160 000 ans », Edisud.
- 2006 — « Il y a 400 000 ans : le feu, un formidable facteur d’hominisation », Comptes rendus Palevol.
- 2007 — « La Grande Histoire des premiers hommes européens », Odile Jacob. (ISBN 978 2 7381 2386 2)
- 2010 — « Terra Amata », CNRS Editions.